# Tuticorin Airport
Tuticorin Airport (franska: Aéroport de Tuticorin, tamil: தூத்துக்குடி வானூர்தி நிலையம், marathi: तुतिकोरिन विमानतळ) är en flygplats i Indien.   Den ligger i distriktet Thoothukkudi och delstaten Tamil Nadu, i den södra delen av landet, 2 200 km söder om huvudstaden New Delhi. Tuticorin Airport ligger 39 meter över havet.
Terrängen runt Tuticorin Airport är huvudsakligen platt. Tuticorin Airport ligger uppe på en höjd. Runt Tuticorin Airport är det tätbefolkat, med 343 invånare per kvadratkilometer. Närmaste större samhälle är Thoothukkudi, 12,7 km öster om Tuticorin Airport. Omgivningarna runt Tuticorin Airport är en mosaik av jordbruksmark och naturlig växtlighet.